# Ragnhild Goldschmidt
Ragnhild Goldschmidt, född 8 februari 1828 i Köpenhamn, död 17 oktober 1890 i Frederiksberg, var en dansk författare och feminist.
Ragnhild Goldschmidt var dotter till köpmannen Aron Goldschmidt (1792–1848) och Lea Levin Rothschild (1797–1870) samt syster till författaren Meïr Aron Goldschmidt och fabrikanten Moritz Goldschmidt. Hon stod brodern Meïr särskilt nära och bodde tillsammans med honom och deras mor. Familjen var oortodoxa judar.
Tillsammans med bl.a. Sophie Petersen och Charlotte Klein var Goldschmidt initiativtagare till grundandet av Kvindelig Læseforening 1872. Samma år gick hon med i den nybildade kvinnorättsorganisationen Dansk Kvindesamfund. Från 1881 till sin död 1890 var hon ordförande av Kvindelig Læseforening.
Som författare utgav hon 1875 romanen En Kvindehistorie under pseudonymen ”en Anonym”. Hon gav även ut novellsamlingen Fædrelandet. Sitt lilla författarskap till trots blev hon en viktig gestalt i det moderna genombrottet för kvinnliga författare under 1800-talet.